# Europäisches Olympisches Winter-Jugendfestival 2023/Ski Alpin
Beim Europäischen Olympischen Winter-Jugendfestival 2023 wurden sechs Wettbewerbe im Ski Alpin in Tarvis ausgetragen. Im Vergleich zu 2021 wurde das Programm um eine Super-G und einen Riesentorlauf erweitert. Gestrichen wurden der Teamwettbewerb und der Parallel-Slalom.

## Bilanz

### Medaillenspiegel
| Platz  | Land        | Gold | Silber | Bronze | Gesamt |
| ------ | ----------- | ---- | ------ | ------ | ------ |
| 1      | Österreich  | 1    | 1      | 4      | 6      |
| 2      | Italien     | 1    | –      | 1      | 2      |
| 3      | Frankreich  | 1    | –      | –      | 1      |
| 3      | Schweiz     | 1    | –      | –      | 1      |
| 3      | Slowenien   | 1    | –      | –      | 1      |
| 3      | Ungarn      | 1    | –      | –      | 1      |
| 4      | Schweden    | –    | 2      | 1      | 3      |
| 5      | Norwegen    | –    | 2      | –      | 2      |
| 6      | Deutschland | –    | 1      | –      | 1      |
| Gesamt | Gesamt      | 6    | 6      | 6      | 18     |

### Medaillengewinner
Jungen
| Disziplin    | Gold          | Silber          | Bronze         |
| ------------ | ------------- | --------------- | -------------- |
| Super-G      | Attila Banyai | Rasmus Bakkevig | Moritz Zudrell |
| Riesenslalom | Miha Oserban  | Rasmus Bakkevig | Moritz Zudrell |
| Slalom       | Émile Baur    | Gustav Wissting | Moritz Zudrell |

Mädchen
| Disziplin    | Gold           | Silber           | Bronze           |
| ------------ | -------------- | ---------------- | ---------------- |
| Super-G      | Laura Huber    | Nadine Hundegger | Tatum Bieler     |
| Riesenslalom | Ludovica Righi | Moa Landström    | Nadine Hundegger |
| Slalom       | Leonie Raich   | Laila Illig      | Moa Landström    |

## Ergebnisse Jungen

### Super-G
| Platz | Land | Sportler         | Zeit (min) |
| ----- | ---- | ---------------- | ---------- |
| 1     | HUN  | Attila Banyai    | 1:03,75    |
| 2     | NOR  | Rasmus Bakkevig  | 1:03,79    |
| 3     | AUT  | Moritz Zudrell   | 1:03,84    |
| 4     | NOR  | Magnus Brevik    | 1:04,01    |
| 5     | SUI  | Giuliano Fux     | 1:04,16    |
| 6     | SUI  | Aurelio Wyrsch   | 1:04,18    |
| 7     | GER  | Simon Widmesser  | 1:04,20    |
| 8     | AUT  | Stephan Koch     | 1:04,22    |
| 9     | NOR  | Fredrik Andersen | 1:04,28    |
| 10    | NOR  | Peder Lunder     | 1:04,34    |

### Riesenslalom
| Platz | Land | Sportler            | Zeit (min) |
| ----- | ---- | ------------------- | ---------- |
| 1     | SLO  | Miha Oserban        | 2:40,05    |
| 2     | NOR  | Rasmus Bakkevig     | 2:40,54    |
| 3     | AUT  | Moritz Zudrell      | 2:41,03    |
| 4     | SWE  | Gustav Wissting     | 2:41,43    |
| 5     | SUI  | Giuliano Fux        | 2:41,73    |
| 6     | ITA  | Jakob Franzelin     | 2:41,90    |
| 7     | GER  | Lukas Krauss        | 2:42,02    |
| 8     | AUT  | Asaja Sturm         | 2:42,16    |
| 9     | NOR  | Magnus Brevik       | 2:42,54    |
| 10    | ISL  | Bjarni Þór Hauksson | 2:42,61    |

### Slalom
| Platz | Land | Sportler                | Zeit (min) |
| ----- | ---- | ----------------------- | ---------- |
| 1     | FRA  | Émile Baur              | 1:32,08    |
| 2     | SWE  | Gustav Wissting         | 1:32,22    |
| 3     | AUT  | Moritz Zudrell          | 1:32,57    |
| 4     | SUI  | Aurelio Wyrsch          | 1:32,63    |
| 5     | ESP  | Aleix Aubert Serracanta | 1:33,00    |
| 6     | SWE  | Philip Jonsson          | 1:33,25    |
| 7     | GER  | Lukas Krauss            | 1:33,29    |
| 8     | ISL  | Matthías Kristinsson    | 1:33,43    |
| 9     | ISL  | Bjarni Þór Hauksson     | 1:33,44    |
| 10    | NOR  | Peder Lunder            | 1:33,54    |

## Ergebnisse Mädchen

### Super-G
| Platz | Land | Sportler                  | Zeit (min) |
| ----- | ---- | ------------------------- | ---------- |
| 1     | SUI  | Laura Huber               | 1:05,32    |
| 2     | AUT  | Nadine Hundegger          | 1:05,95    |
| 3     | ITA  | Tatum Bieler              | 1:05,99    |
| 4     | SUI  | Sina Fausch               | 1:06,14    |
| 5     | FRA  | Jessica Murtagh           | 1:06,19    |
| 6     | SUI  | Elyssa Kuster             | 1:06,28    |
| 7     | NOR  | Madeleine Sylvester-Davik | 1:06,32    |
| 8     | GER  | Christina Leitner         | 1:06,41    |
| 9     | AUT  | Paulina Bentz             | 1:06,48    |
| 10    | SWE  | Sara Kongsholm            | 1:06,69    |

### Riesenslalom
| Platz | Land | Sportler                  | Zeit (min) |
| ----- | ---- | ------------------------- | ---------- |
| 1     | ITA  | Ludovica Righi            | 2:46,48    |
| 2     | SWE  | Moa Landström             | 2:46,75    |
| 3     | AUT  | Nadine Hundegger          | 2:46,84    |
| 4     | GER  | Katharina Lechner         | 2:46,97    |
| 5     | SUI  | Sina Fausch               | 2:47,33    |
| 6     | SUI  | Laura Huber               | 2:47,34    |
| 7     | NOR  | Madeleine Sylvester-Davik | 2:47,59    |
| 8     | GER  | Jana Fritz                | 2:47,67    |
| 9     | NOR  | Pia Sylvester-Davik       | 2:48,12    |
| 10    | ITA  | Sofia Amigoni             | 2:48,18    |

### Slalom
| Platz | Land | Sportler            | Zeit (min) |
| ----- | ---- | ------------------- | ---------- |
| 1     | AUT  | Leonie Raich        | 1:32,83    |
| 2     | GER  | Laila Illig         | 1:33,72    |
| 3     | SWE  | Moa Landström       | 1:33,74    |
| 4     | GER  | Jana Fritz          | 1:33,75    |
| 5     | GER  | Christina Leitner   | 1:33,85    |
| 6     | FRA  | Jessica Murtagh     | 1:33,86    |
| 7     | FRA  | June Brand          | 1:34,10    |
| 8     | SWE  | Malva Helm          | 1:34,34    |
| 9     | NOR  | Pia Sylvester-Davik | 1:34,45    |
| 10    | LUX  | Gwyneth ten Raa     | 1:34,96    |